# Toromeryx
Toromeryx marginensis
Genre
Espèce
Toromeryx est un genre fossile de mammifères placentaires artiodactyles, de la famille des Protocératidés. On n'en connaît que l' espèce Toromeryx marginensis, qui a vécu en Amérique du Nord au cours de l'Éocène, il y a entre 46,2 et 42 millions d'années.

## Description

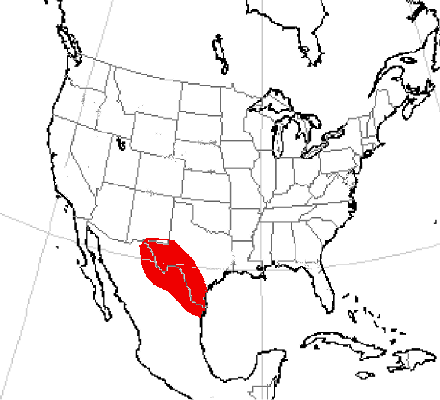
Carte de la répartition supposée de Toromeryx.

Toromeryx était un artiodactyle de petite taille assez semblable à un cervidé sans bois ou aux Antilocapridae bien qu'apparenté à la famille des Camelidae. Il possédait des cornes rostrales au-dessus de la cavité orbitaire. On connait cette espèce par seulement deux fossiles.

## Répartition
Toromeryx vivait en Amérique du Nord dans une zone géographique aujourd'hui occupée par le Río Grande. Ses fossiles ont été retrouvés aux États-Unis dans l'État du Texas. 
On suppose que l'espèce a pu aussi existé au nord du Mexique mais pour le moment l'espèce n'y a pas été découvert.